# Sebastião Moreira Duarte
Sebastião Moreira Duarte (Baixio, 02 de março de 1944) é um professor e poeta brasileiro. 

## Biografia
Nasceu em Baixio, em 02 de março de 1944, sendo filho de Cícero Moreira da Silva e de Raimunda Alodias Duarte.
É Licenciado em Filosofia e Pedagogia, Mestre em Administração Universitária pela Universidade do Alabama e Doutor em Literatura Latino-Americana pela Universidade de Illinois.Ingressara em 1972 na Universidade Federal do Maranhão, tendo se aposentado pela instituição depois de décadas lecionando e exercendo funções administrativas. 
Em 1977 publicara seu primeiro livro de poesias "Novena de Natal".
Fora eleito em 18 de dezembro de 1997 para a Cadeira de n.º 2 da Academia Maranhense de Letras, sucedendo Antenor Mourão Bogéa, tendo sido empossado em 20 de março de 1998 e recepcionado pelo poeta José Francisco das Chagas. 

## Obras[3]
- Novena de Natal (1977)
- Canto essencial (1979)
- Crônicas de Campo Serrano (1980)
- Do miolo do sertão (1988)
- O périplo e o porto (1990)
- Estudos sobre o mosaico (1992)
- Calendário lúdico (1998)
- A épica e a época de Sousândrade (2002)
- Brinquedos encantados (2003)
- São Luís: Alma e história (2007)
- Maranhão: História, cultura, natureza (2010)
- Alcântara: Alma e história (2011)